# Флюс (посёлок)
Флюс — посёлок в муниципальном округе Первоуральск Свердловской области России.

## География
Посёлок Флюс расположен в 12 километрах (по автотрассе в 15 километрах) к юго-востоку от города Первоуральска, на северо-западном берегу Волчихинского водохранилища, на реке Чусовая. Одноимённый железнодорожный остановочный пункт Флюс направления Москва — Казань —Екатеринбург. В посёлке и окрестностях множество садов и дач.

## История
Основан как посёлок при разъезде на строящейся железной дороге Казань-Екатеринбург. Имеет несколько вариантов происхождения названия. Первый — от технического слова «флюс» — добавки при плавке металла, способствующей отделению вредных примесей. В данном случае это известняк, который добывали в окрестностях поселения для нужд Ревдинского и Шайтанского заводов. Второй вариант — от немецкого слова «Fluß» — река. При строительстве железной дороги использовали труд пленных австрийцев (дорога прокладывалась в годы Первой мировой войны в 1914—1918 году). Станцию между Ревдой и Решетами решили построить на берегу реки Чусовой, чтобы экипировать паровозы водой. Третья версия — сравнение хребта Гребни, на восточном склоне которого расположен посёлок, с зубной болезнью флюсом. Издали складывается впечатление, что горы буквально нависают над поселком. Однако более правдоподобной кажется первая версия — от добычи известняка, сохранились карьеры, а также есть сведения в Горном журнале о размерах добычи — сколько и какой завод в какой год получил.

## Инфраструктура
В посёлке 4 улицы: Линейная, Горная, Привокзальная и Лесная. Посёлок Флюс протянулся вдоль железной дороги на 2,5 километра. В посёлке есть магазин. Туда же доставляется почта. Есть таксофон.

## Население
| 2002 | 2010 |
| ---- | ---- |
| 85   | ↘83  |